# Gherardo da Cremona
Gherardo da Cremona (in latino, Gerardus Cremonensis; Cremona, 1114 – Toledo, 1187) è stato un traduttore italiano in lingua latina di opere accademiche.
Famoso per aver effettuato la prima traduzione completa del Kitāb al-jabr di al-Khwārizmī, da cui deriva il termine algebra, e per aver tradotto l'Almagesto di Claudio Tolomeo (accreditato erroneamente come traduttore de Il canone della medicina di Avicenna; si veda più avanti) dai testi arabi reperiti a Toledo, fece parte del piccolo gruppo di eruditi che contribuirono al progresso dell'Europa medioevale del XII secolo trasmettendo le conoscenze greche ed arabe dell'astronomia, della medicina e delle altre scienze, sotto forma di traduzioni in latino che le rese accessibili ad ogni persona colta dell'occidente.

## L'esperienza a Toledo

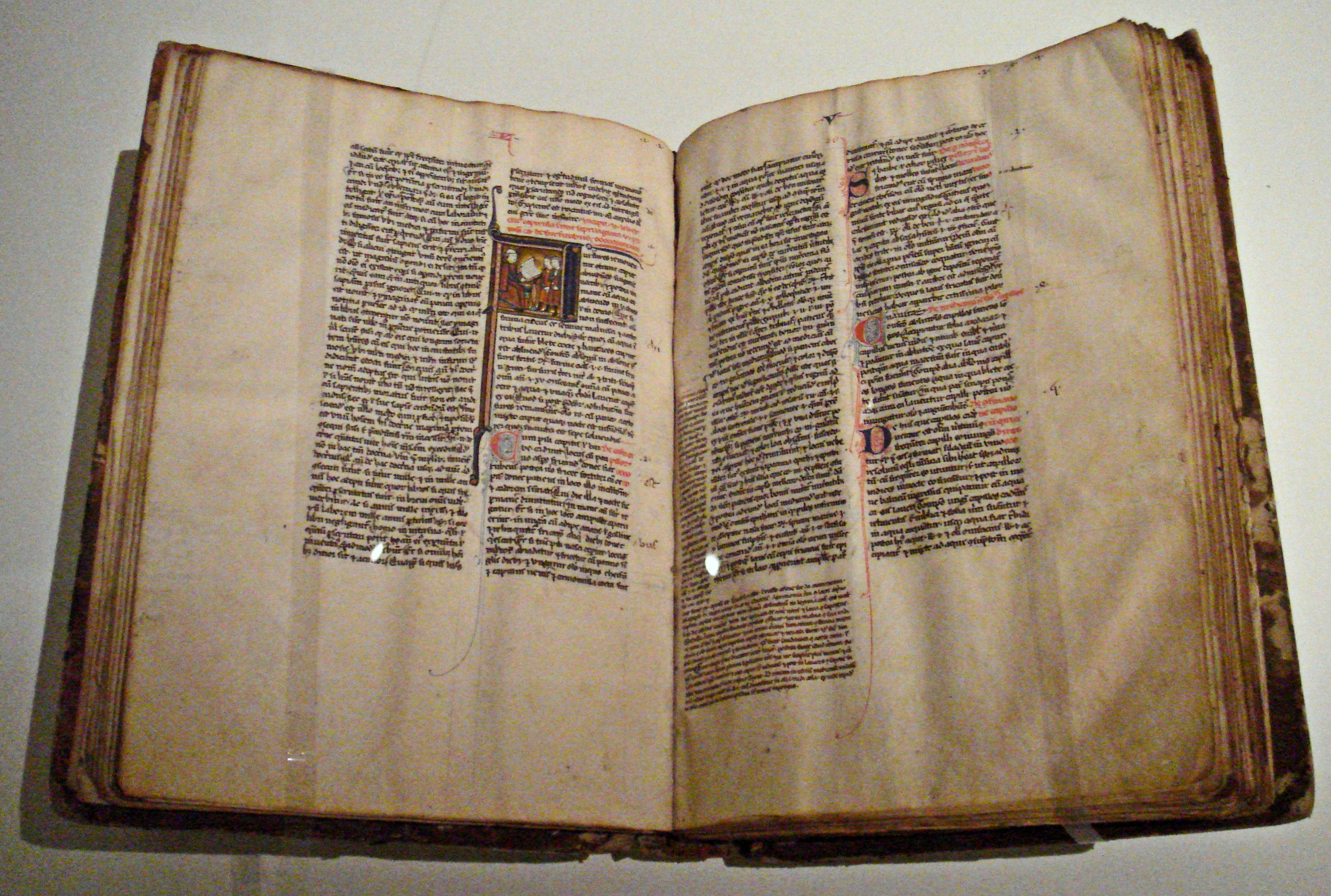
Traduzione del testo di Rhazes "Receuil des traites de medecine", 1250-1260

Insoddisfatto dalle scarne filosofie dei suoi insegnanti italiani, Gherardo da Cremona seguì le sue passioni e si recò a Toledo, dove restò tra il 1134 ed il 1178 (non ci sono dati certi di questo suo viaggio, ma dall'analisi dei documenti storici sembra che si sia recato in Spagna non più tardi del 1144). In questo luogo imparò l'arabo, che gli permise in un primo tempo di leggere l'Almagesto di Tolomeo, opera che godeva di grande reputazione tra gli eruditi di quell'epoca, anche se ancora non ne esisteva nessuna traduzione in latino.
Toledo era stata uno dei capoluoghi del Califfato di Cordova e un centro per istruirsi, Inoltre era un luogo privo di pericoli per un cristiano come Gherardo da Cremona: Alfonso VI di Castiglia l'aveva conquistata ai Mori, ma la città era rimasta una capitale multietnica. I suoi governanti protessero la grande colonia ebraica e mantennero questa città come un centro importante per la cultura araba ed ebraica. Uno dei più grandi eruditi presenti a Toledo in quell'epoca era Rabbi ben Ezra, contemporaneo di Gherardo da Cremona. Gli abitanti musulmani ed ebrei di Toledo adottarono il linguaggio e alcuni costumi dei loro conquistatori. La città era piena di biblioteche e manoscritti ed era l'unico luogo in Europa nel quale un cristiano poteva immergersi completamente nella lingua e nella cultura arabe.  D'altronde, neppure il cristianesimo era mai scomparso dalla Toledo musulmana, che anzi era stata sede di una fiorente minoranza mozarabica. 
A Toledo Gherardo da Cremona dedicò il resto della propria vita a tradurre in latino gli scritti di letteratura scientifica redatti in arabo.

## Le traduzioni
Sono almeno 74 le opere che si suppone abbia tradotto dall'arabo, in gran parte ricerche scientifiche di scienziati e studiosi musulmani come Ahmad ibn Muhammad ibn Kathir al-Farghani (Alfraganus), Jābir ibn Aflaḥ al-Ishbīlī (Geber), al-Nayrizi (Anaritius), Abū ʿAlī al-Ḥasan b. al-Ḥasan ibn al-Haytham, Rabi' ibn Zayd, al-Khwārizmī, Muḥammad ibn Zakariyyā al-Rāzī (Rhazes) e Abū al-Qāsim al-Zahrāwī (Albucasis).
Tra queste opere si segnalano le traduzioni di opere di fisica e di astronomia di Aristotele, ma anche di opere di logica, come gli Analitica Posteriora, con il commento di Temistio, e dello pseudo aristotelico De causis. Sia con quest'opera sia con il commento di Temistio dette un importante apporto nello sviluppo di aspetti platonizzanti all'interno della tradizione aristotelica (tratto decisivo del carattere di alcune correnti della filosofia degli ultimi secoli del medioevo e della prima età moderna). 
La traduzione in latino effettuata da Gherardo da Cremona dell'Almagesto di Claudio Tolomeo, pur non essendo la prima (la prima traduzione dal greco fu infatti approntata in Sicilia intorno al 1160), fu l'unica versione conosciuta nell'Europa occidentale per diversi secoli, fino a quando Giorgio di Trebisonda tradusse il testo dall'originale greco nel XV secolo (mentre Georg Peurbach e Regiomontano ne compilavano una Epitome). L'Almagesto ha costituito la base per un'astronomia basata sulla matematica fino a quando s'imposero le teorie di Niccolò Copernico.
Gherardo da Cremona pubblicò, per i lettori di latino, le Tavole di Toledo, la più accurata compilazione di dati astronomici di provenienza sasanide (Zīj) mai vista in Europa a quell'epoca. Queste tabelle facevano parte parzialmente del lavoro di al-Zarqālī, conosciuto in Occidente come Arzachel: matematico e astronomo che operò a Cordova nell'XI secolo.
Al-Farābī, "il secondo insegnante" islamico dopo Aristotele, ha scritto centinaia di trattati. La sua opera scientifica Kitāb al-ihsāʾ al-ʿulūm discute la classificazione e i principi fondamentali delle scienze con una modalità unica e molto utile. Gherardo da Cremona lo tradusse nel De scientiis (Sulla scienza). Tradusse inoltre gli Elementi di Euclide e gli Elementi di astronomia di al-Farghānī.
Gherardo da Cremona compose anche trattati originali di algebra, aritmetica e astrologia. Nello scritto di astrologia le latitudini sono stimate sia da Toledo che da Cremona.
Grazie alla ciclopica opera di Gherardo, l'Europa ha avuto accesso al grande fermento scientifico di al-Andalus sotto dominio islamico, contribuendo fortemente al progresso scientifico e tecnologico dell'Occidente.

## Errori di traduzione
Mentre traduceva il fondamentale libro di al-Khwārizmī sull'algebra, Gherardo fece un curioso errore che sopravvive ancora ai nostri giorni e che, probabilmente, non sarà più corretto, visto il suo radicamento nella cultura occidentale. L'alfabeto arabo, infatti - come d'altronde quello ebraico e di tutte le altre lingue semitiche - si presenta con uno scheletro consonantico che non prevede (salvo casi particolarissimi) la segnalazione delle vocali brevi. Il concetto trigonometrico di seno fu studiato in Grecia e in India che, come è noto, fu maestra degli studi matematici, tanto che è agli indiani che si deve l'elaborazione concettuale del sistema decimale, adottato dai musulmani e trasmesso da essi (genericamente chiamati "Arabi") alla cultura occidentale. 
I Greci chiamavano "corde" tutti i segmenti compresi all'interno di una circonferenza. In India la parola "corda" fu tradotta correttamente col termine sanscrito jīva, che significa appunto "corda". L'alfabeto arabo presenta al lettore solo lo scheletro consonantico delle parole, lasciando alle sue conoscenze grammaticali, o semplicemente lessicali, la possibilità di inserirvi correttamente le vocali. Gli arabi traslitterarono pertanto tale parola scrivendola jība, dal momento che l'arabo non conosce il fonema, e dunque il grafema, "v". La pura struttura consonantica appare identica alla parola araba jayb, che significa concavità, incurvatura, golfo, seno e, come tale, fu in effetti letta e intesa da Gherardo, che tradusse sinus, ossia seno.
La parola "sinus" fu usata anche da Adelardo di Bath e questo radicò per sempre l'uso del termine in Occidente.

## Un secondo Gherardo Cremonese
Alcune delle traduzioni accreditate a Gherardo da Cremona furono probabilmente opera di Gerardo da Sabbioneta (vissuto circa nel XIII secolo). Egli curò le traduzioni di trattati medici più che di quelli astronomici. La sua traduzione dei lavori di Avicenna sembra sia stata effettuata su ordine dell'imperatore Federico II.